# Vizuální smog

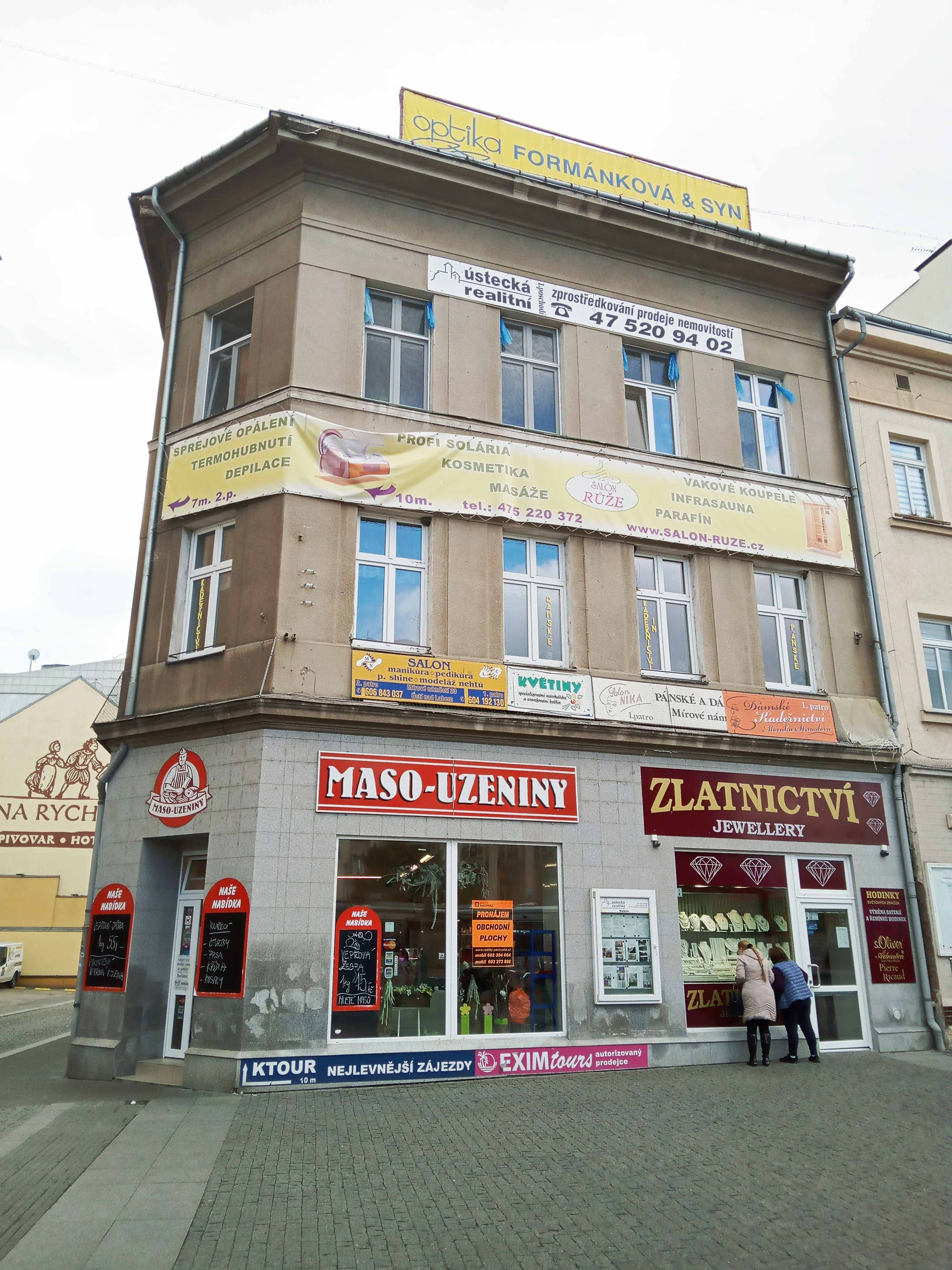
Dům na Mírovém náměstí v Ústí nad Labem pokrytý různorodými reklamními plachtami (2021)

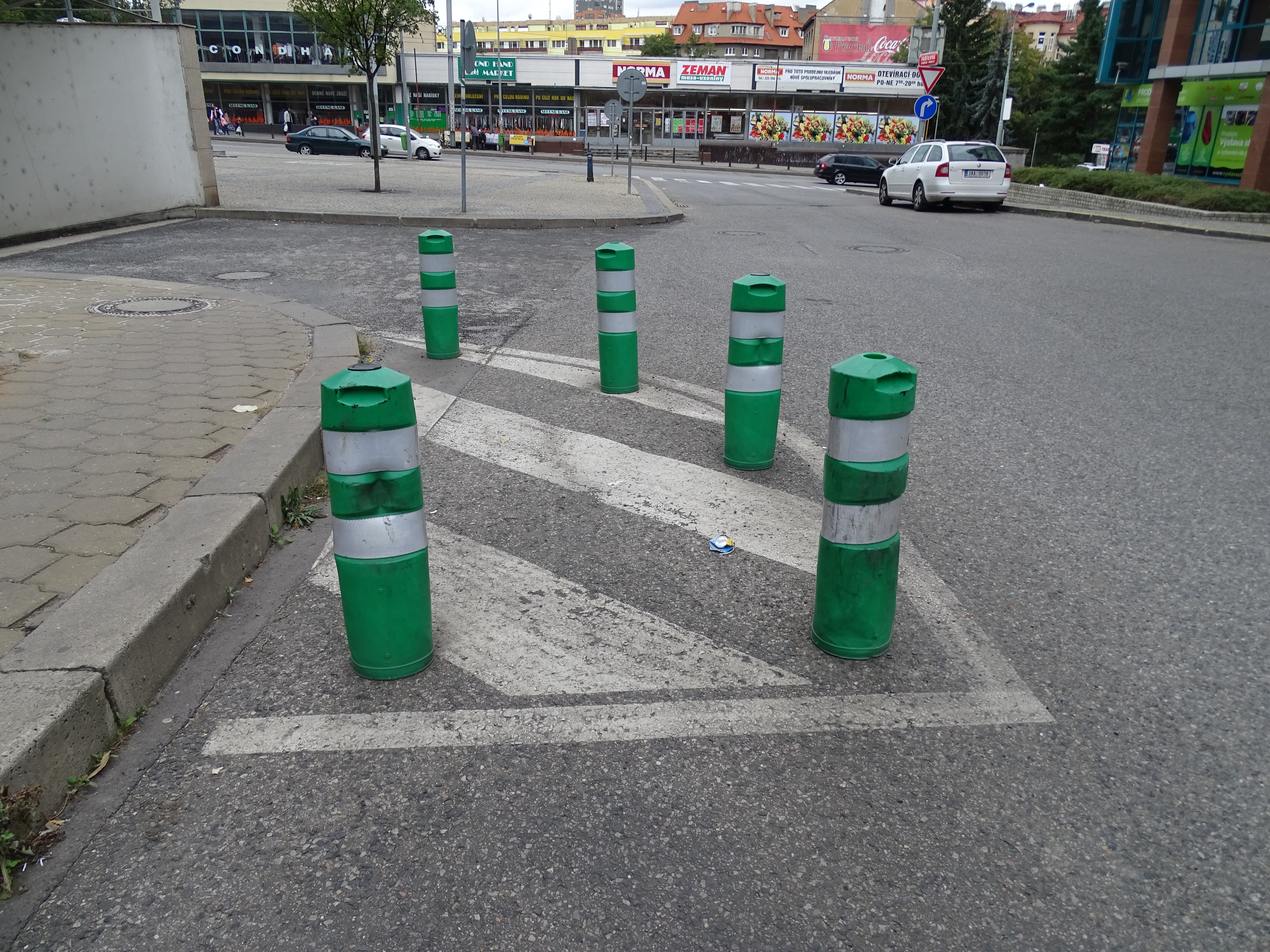
Příliš výrazná značení jsou jednou z hlavních součástí vizuálního smogu. Ukázka invazivního dopravního značení – dopravní zařízení (tzv. balisety) jako prostředek k vynucení zákazu vyjádřeného vodorovným značením na vozovce.

Vizuální smog je pojem, jímž se označuje zaplnění veřejného prostoru esteticky nežádoucími objekty a reklamami. Jedná se o prvky, které negativně ovlivňují subjektivní pocit člověka z veřejného prostoru,. Může jít o rozházené odpadky na ulici, architektonicky nesourodé stavby vedle sebe, příliš křiklavé barvy fasád domů, nadzemní elektrická vedení, stožáry, stavební konstrukce, dopravní značení, zábradlí, graffiti, billboardy atd. Vizuální smog podle odborníků negativně ovlivňuje psychické rozpoložení člověka, jeho podmínky pro život a nepřímo i zdraví (především ve městech), ale napřímo také ovlivňuje například pozornost řidičů na silnicích a dálnicích.
Pro vizuální smog je charakteristické, že pozorovatel je nucen jemu nepříjemné prvky spatřit, tedy bez možnosti je pohledem přejít. Měřítkem je pak míra kontrastu, velikosti vůči ostatním prvkům, zmnožení a zábor veřejného prostoru. Online reklama nebo televizní reklama, kterou může pozorovatel kdykoli svobodně přestat sledovat, se mezi vizuální smog neřadí.
Vizuální smog „parazituje“ na veřejném vlastnictví za účelem obohacení se jedné osoby (např. zadavatele reklamy, majitele nosiče, pronajímatele pozemku atd.), nebo za účelem nekritického zviditelnění se bez ohledu na ostatní (např. nezachování jednotného architektonického rázu ulice, kýčovité prvky apod.).

## Pojem
Pojem „vizuální smog” pochází z anglického smog odvozeného ze slova smoke (kouř) + fog (mlha) a visual (zrakový, zrakem vnímaný).
S vizuálním smogem je okrajově spojený také pojem „světelný smog” nebo „světelné znečištění”, který označuje přemíru osvětlení, ke kterému přispívají i nasvícené reklamní plochy či reklamní LED obrazovky.

## Dopady
Vizuální smog negativně ovlivňuje emoční prožitky člověka ve veřejném prostoru. Způsobuje ztrátu identity, má špatný vliv na psychický stav, souvisí s výskytem potíží jako deprese nebo ADHD. Přehlcení reklamou se člověk snaží nevnímat nebo eliminovat, čímž omezuje vlastní vnímavost  i zájem o veřejný prostor. Vizuální smog má dopady i na celou společnost, kde se zhoršuje estetické vnímání napříč společností, dochází k degradaci architektury. Zhoršuje se také přehlednost veřejného prostoru. To může mít přímý dopad na špatnou pozornost řidičů na silnicích a dálnicích.

## Dělení podle druhu reklamy
Vizuální smog zahrnuje komplexní vjem pozorovatele, na jeho vytváření se proto spolupodílí řada činitelů a faktorů.
U reklamy podílející se nejvíce na rozšíření vizuálního smogu jde především o dva druhy reklamy, z nichž každý má odlišné provozovatele i oborové specifikace a jejich regulace vyžaduje rozdílné přístupy ze strany samosprávy, objednatelů i zhotovitelů. Jde o reklamu v místě, kde se služba nebo prodej přímo realizuje a o outdoor reklamu, tedy reklamu mimo prostor, kde probíhá prodej nebo služba.

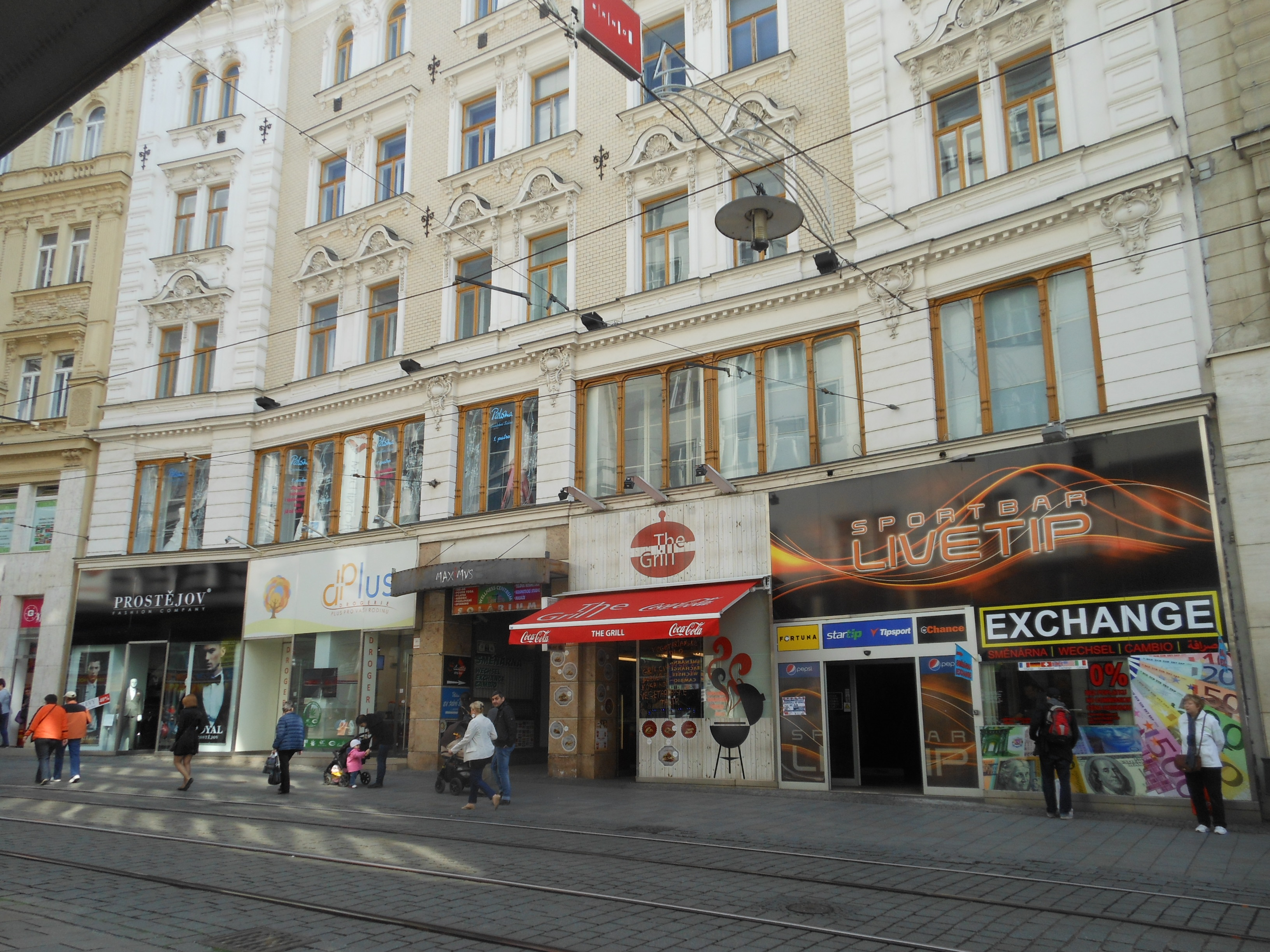
Příklad reklamy na provozovnách. Parter historické budovy roztříštěný reklamou jednotlivých prodejců. Brno 2014

### Reklama na provozovnách
Jde o reklamu, kde přímo probíhá prodej produktu nebo služby. Typicky jde o vývěsní štíty, kolmé výstrče, polepy oken a výkladců, tzv. áčka, menu nabídky a různé jiné reklamní nosiče atd. Typickým zadavatelem této reklamy je majitel provozovny, provozní franšízy nebo řetězce. Typickým zhotovitelem je grafický designér a marketér.
Škodlivost se posuzuje z hlediska velikostí, zablokování vizuálního vjemu z fasády, barevnosti nebo také subjektivně vnímaným chaosem a množstvím sdělení (textů).
Podle některých odborníků by měla být fasáda vnímána jako poloveřejná a její podoba a množství reklam na ní by mělo být vždy regulované.

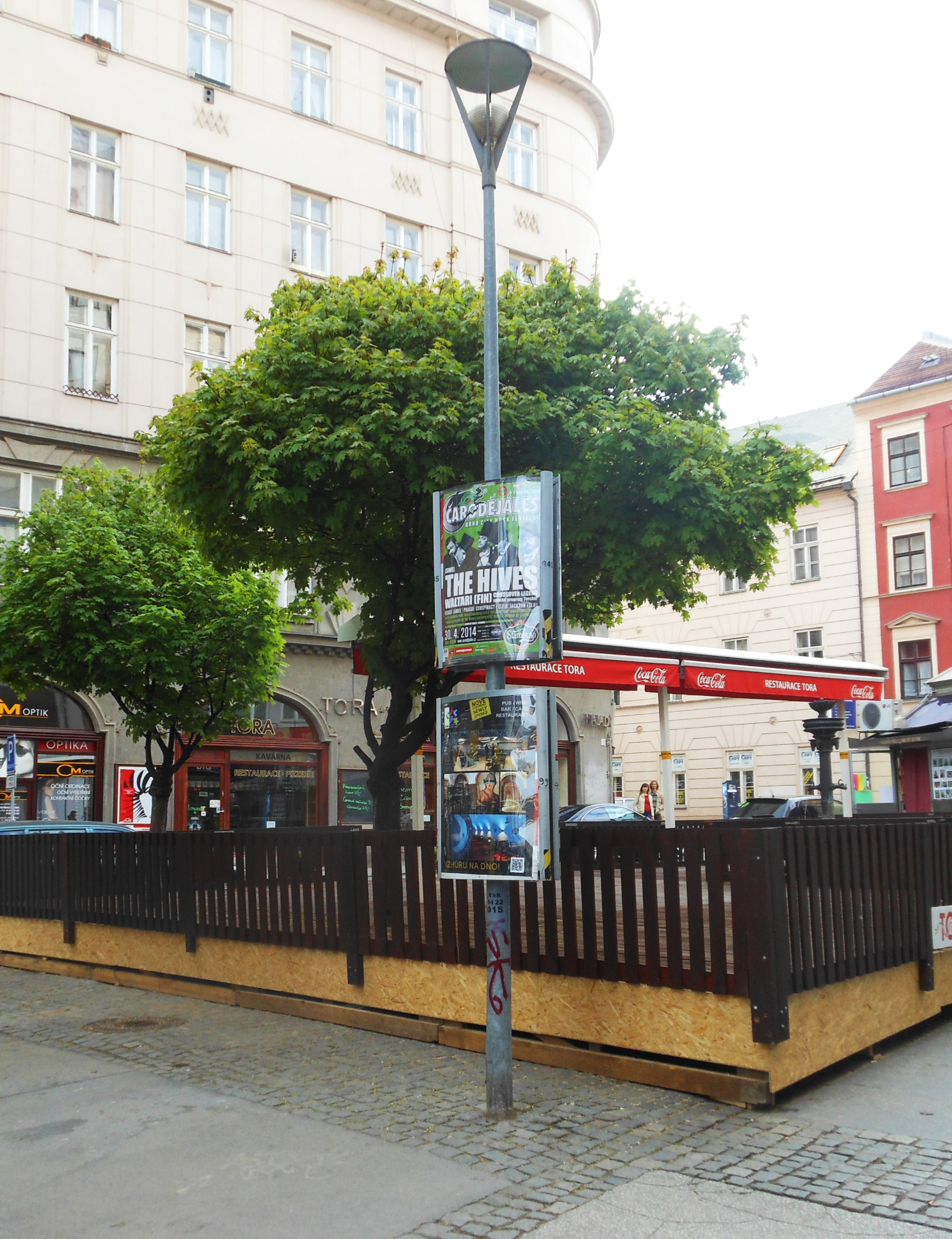
Příklad outdoor reklamy, která se instaluje mimo místo, kde přímo probíhá prodej nebo služba. Na fotografii je tzv. horizont na sloupu veřejného osvětlení. Brno, 2014

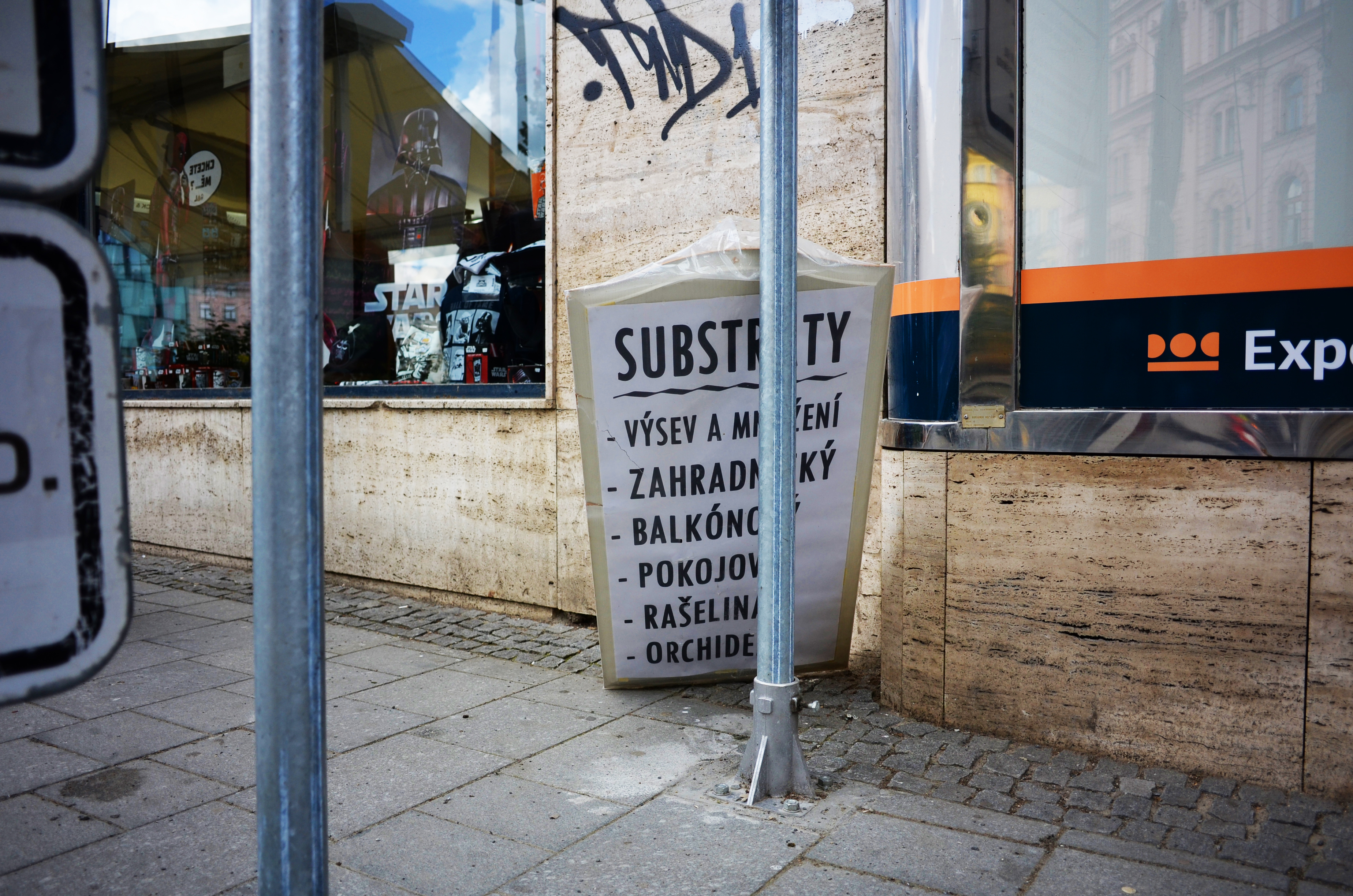
Ilegální outdoor reklama

### Outdoor reklama
Existuje také označení OOH (out of home) reklama. Jde o reklamu, která probíhá mimo provozovnu, což znamená typicky billboardy, CLV, reklamní rotundy, tzv. horizonty, bannery na zábradlích a jiné typy poutačů. Obvyklým zadavatelem této reklamy může být jakákoli firma. Zhotovitelem je grafický designér se specializací na tiskoviny. Pronájem nosičů zajišťuje zpravidla agentura, která je zároveň vlastníkem reklamních nosičů.
Škodlivost se posuzuje velikostí, množstvím nosičů, umístěním vůči budovám a komunikacím v souvislosti s bezpečností provozu.

## Způsob regulace
Různou formu regulace zavedlo po celém světě napříč kontinenty asi 1500 měst.[kdy?] Regulace reklam jsou tématem jak v Česku, tak v zahraničí. Regulovat je možné jak reklamu na provozovnách, tak outdoor reklamu. Oba druhy vyžadují zcela jiný přístup samosprávy, jde o jiný typ majitelů nosičů a jinou legislativní problematiku.
Dělení podle druhu reklam se vztahuje i na způsob jejich regulace, každý druh vyžaduje jiný přístup. Jde o to, že reklama na provozovnách může být ponechána samoregulaci a obchodníci mohou z vlastní vůle stav lokality významně ovlivnit, tzn. stav lokality se může zlepšit sám a tzv. „zdola“. Město navíc může s obchodníky nebo majiteli nemovitostí pracovat například prostřednictvím pobídek nebo motivačních programů. Naproti tomu v případě outdoor reklamy prakticky neexistuje jiná cesta, než regulace ze strany samosprávy, zejména kvůli tomu, že často je to právě samospráva, která plochy pro outdoor reklamu pronajímá.

### Česká legislativa
V současném legislativním prostředí České republiky je možné se regulovat především outdoor reklamu a reklamu na provozovnách ve smyslu nosičů na fasádě a z vnější strany výlohy, oken a dveří. Například prostor za výlohou je považován za soukromý a není možné do něj ze strany samosprávy zasáhnout. Výjimku tvoří příliš agresivní osvětlení, které může spadat pod narušení hygienických norem nebo porušování norem dopravní policie.
Pro celou Českou republiku obecně platí následující systém dohledu, jednotlivá města a vesnice si je ale mohou zpřísnit nebo upřesnit na základě vyhlášek, nařízení nebo jiných dokumentů. Každý, kdo chce reklamu ve městě instalovat, si proto musí požadavky pro reklamu vyhledat v každém městě nebo městské části zvlášť. Často jde o dokumenty dostupné na oficiálních stránkách samosprávy. Zásadní krok ve zpřehlednění systému schvalování reklam udělala městská část Brno-střed vydáním Manuálu dobré praxe reklamy a označování provozoven. Mnoho zanesených instrukcí má totiž obdobnou platnost i v jiných městech.
Z pohledu legislativy je při regulacích vizuálního smogu zásadní řada faktorů. V základu to, jestli je reklama ve formě trvalé (např. reklama namalovaná na domě) nebo dočasné (např. maskot na náměstí rozdávající letáky).

#### Reklama instalovaná trvale
Reklama, která nemá dočasný charakter a je stabilně nainstalovaná, dnes vyžaduje ze zákona stavební povolení (například billboard, osvětlený vývěsní štít nebo reklamní rotundy). Podle stavebního zákona zde záleží především na její velikosti v metrech čtverečních a materiálu zpracování. Dohled a vymáhání je v pravomoci stavebního úřadu. Stavební úřad se obecně v rámci svých pravomocí nezabývá obsahem reklam, barvou a detaily, řeší pouze velikost a bezpečné umístění. Nezabývá se také například plastovými plachtami, které nelze podle zákona definovat jako stavby.
Reklama umístěná v městských památkových rezervacích může být navíc regulovaná ze strany Národního památkového ústavu a Odboru památkové péče daného města (pomocí metodiky, kterou se konkrétní památková instituce řídí). Tyto instituce se mohou zabývat i obsahem, barvou a adekvátním zasazením do kontextu městské památkové rezervace. Stavební úřad totiž v městských památkových rezervacích tradičně postupuje podle rozhodnutí těchto dvou subjektů a udílí povolení na základě jejich stanoviska. Mimo městské památkové rezervace a jejich ochranné zóny se památkové instituce reklamou nezabývají, pravomoc zde má stále stavební úřad a případně další regulace spádové samosprávy (vyhlášky a nařízení měst nebo městských částí).

#### Reklama dočasná
V případě dočasné reklamy spadá regulace většinou pod Odbor památkové péče nebo Živnostenský úřad nebo jiné instituce. Vymáhání je ale značně problematické, instituce se jím většinou zabývají jen na podnět občana a sami situaci nijak nemonitorují kvůli nedostatku kapacit.

## Příklady regulace

### Zahraničí

#### Canberra
V hlavním městě Austrálie platí podle vládního nařízení zákaz billboardů od roku 1937. K regulaci existuje několik výjimek, toleruje se reklama na zastávkách městské hromadné dopravy nebo mobilní billboardy umístěné na autech. Podle vedení města se s billboardy během plánování města nepočítalo a přednost dostaly velkorysé prostory s nerušeným rozhledem, proto billboardy nikdy nebyly znovu povoleny. Výjimku tvoří například prostor kolem letiště, který je v soukromém vlastnictví. Kvůli množství menších reklamních nosičů a bannerů vznikl v 90. letech vznikl ve městě Výbor pro odstraňování reklam (Committee for the Removal of Advertising Signs – CRAS) z iniciativy Iana McAuleyho.

#### Vermont
V americkém státě Vermont je vizuální smog regulován už od roku 1968, konkrétně došlo k zákazu billboardů. Vermont byl jedním ze čtyř prvních amerických států, které billboardy zakázaly, spolu s Maine, Havají a Aljaškou.
Ve státě Vermont dnes mají města možnost regulovat i poutače obchodů a jejich osvětlení. Hlavním aktérem zákazu billboardů v roce 1968 byl Ted Riehle, který přesvědčil jak dodavatele reklamy, tak pronajímatele pozemků. Podle oficiálních stránek státu Vermont mohou jednotlivá města zvolit různou míru regulace – je možné například  povolit poutače, které podporují lokální podnikatele nebo obohacují charakter lokality. Typicky jde o směrovky a poutače odkazující k odbočení z hlavní silnice, musejí být ale podstatně menší velikosti, než billboard. V místech, kde je více lokálních provozoven, na které je potřeba odkázat ze silnice, je podle samosprávy efektivnější vytvořit společný poutač pro všechny obchody, ten pak může mít větší velikost. Zpracování obsahu nosičů má být kompatibilní s charakterem okolí, má podporovat lokální patriotismus a vybízet k zastavení a navštívení místa. Regulace se dále týkají umístění a stylu ve vztahu k lokalitě. Každý obchodník má obecně nárok na jeden volně stojící poutač a jeden poutač na provozovně. V centrech vesnic je velikost poutačů přizpůsobená chodcům a autům, které jedou pomalu, mimo vesnice může být velikost o něco větší.

#### São Paulo
Město se rozhodlo regulovat vizuální smog velmi radikálně na základě Cidade Limpa („Clean City Law“) od roku 2007. Kvůli výskytu extrémního počtu ilegálních nosičů se vedení města v čele s Gilbertem Kassabem rozhodlo zakázat veškerou outdoor reklamu a zavést velmi striktní opatření pro reklamy na provozovnách. Provozovatelé reklamy s městem souhlasily kvůli extrémnímu počtu ilegálních nosičů, které snižovaly hodnotu placené inzerce. Odstraněno bylo přibližně 15 000 billboardů a celkem 500 000 různých nelegálních nosičů reklam. Bylo také odstraněno 300 000 příliš velkých vývěsních štítů. Vydán byl také zákaz vyvěšování papírových cedulek a došlo k odstranění výmaleb na zdech.
V průzkumu veřejného mínění, který proběhl po zavedení opatření do praxe, se vyjádřilo 90 % obyvatel města kladně vůči regulacím. Kritici napadali to, že kvůli odstraňování reklamních výmaleb zmizela také řada děl kvalitního pouličního umění. Naopak katastrofické předpovědi ohledně ekonomické krize pro město se nenaplnily.
Jedním ze zmiňovaných jevů, které se objevily během zákazu je přerod identity města a odhalení opomíjených lokalit, jindy zakrytých reklamními nosiči.
Zhruba 5 let po vydání zákazu začalo město zavádět nosiče zpátky do města pod přísným dohledem. Radnice uzavřela na 25 let smlouvu s JCDecaux, která místo nosičů ve městě nainstalovala 1 000 digitálních hodin a interaktivních nosičů pro občany. Ve spolupráci s agenturami, které se původně zabývaly pronájmem nosičů, radnice objednala nosiče, které zobrazují informace o času nebo dopravě.

#### Grenoble
Jako první město v Evropě se v roce 2014 rozhodlo zakázat outdoor reklamu. 326 nosičů outdoor reklamy bylo nahrazeno veřejnými vývěskami a stromy. Město uvedlo, že výtěžek z reklam činil zhruba 17 milionů korun českých, kvůli propadu cen inzerce by se ale v roce 2015 snížil na necelé 4 miliony korun. Tuto ztrátu město údajně úspěšně nahradilo již následující rok. Ani řadu měsíců po uvedení nového nařízení do praxe ale mnoho obyvatel Grenoblu velkou změnu nezaznamenalo, protože kontrakt se společností, která reklamní nosiče vlastní, vypršel až v roce 2019.

#### Paříž
Město má vyhlášky a regulace ohledně billboardů a větších nosičů. Radnice v centru také definuje pár povolených barev pro fasády a markýzy vzhledem k tomu, že centrum města bylo vystavěno ve velmi krátkém období v jednotném stylu podle striktních plánů – viz Haussmanova přestavba.
Na začátku roku 2018 radnice odstranila více než 1600 nosičů kvůli nejasným podmínkám prodlužování smluv o pronájmu. Nosiče zmizely na zhruba rok a půl, což se obešlo bez komentářů veřejnosti nebo protestů. Při opětovné instalaci se strhla ostrá kritika ohledně toho, že radnice zaprodává veřejný prostor a vytváří nedemokratické prostředí v tom smyslu, že veřejný prostor patří všem a především k setkávání, ne sledování reklam. Mluvčí radnice přitom uvedl, že došlo ke zmenšení nosičů a rezervace větší části ploch pro potřeby komunikace ze strany radnice. Případ ukazuje, jak pozvolné přidávání nosičů do veřejného prostoru může postupně vytvořit prostor, se kterým veřejnost nesouhlasí – fakt ale vyjde najevo jen při zásadní změně.

#### Gdaňsk
Město rozhodlo o nové komplexní strategii pro veřejný prostor v roce 2018 a po dvouletém přechodném období jej uvedlo do praxe – z města tak zmizela řada outdoor reklamních plachet zakrývajících prakticky celé budovy. Nařízení je komplexní a týká se outdoor reklam, označování provozoven i městského mobiliáře. Město je rozděleno na několik zón, jiná pravidla platí pro centrum města, industriální oblasti nebo periferii. Radnice souběžně rozběhla masivní informační kampaň a zve obchodníky ke spolupráci. V rámci koronavirové krize pozastavila pokuty pro ty, kteří po konci přechodného období (duben 2020) nestihli nosiče upravit nebo deinstalovat. Město přesto prochází výraznou proměnou veřejného prostoru.

Souběžne s regulací vznikla také iniciativa „Gdaňská škola vývěsních štítů“ (Gdańska Szkoła Szyldu), která sdružuje 15 designérů a výtvarníků přidružených ke Gdaňské akademii výtvarných umění. Ti pomáhají podnikatelům s redesignem označení provozoven.

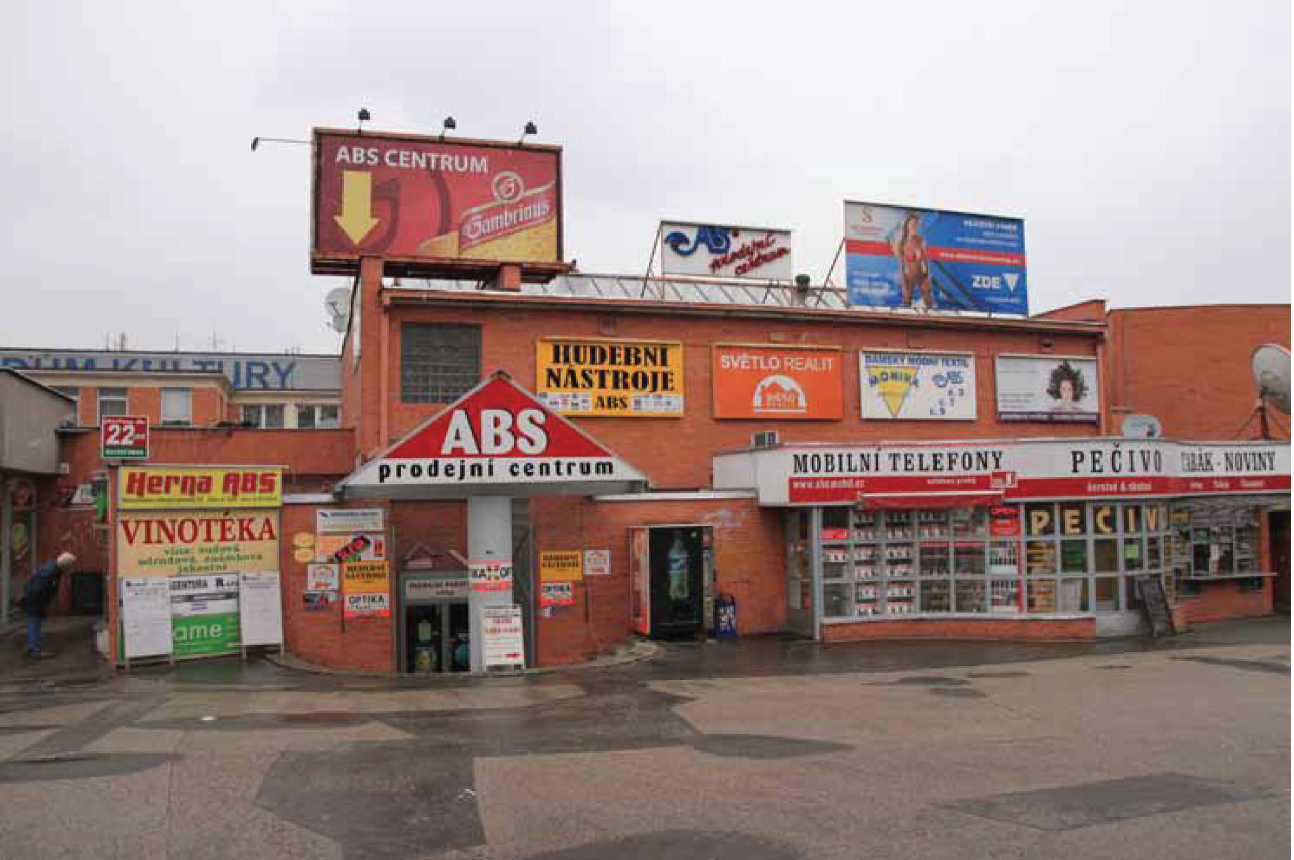
Reklamy na provozovnách – příklad reklamy na obchodním domě. Zlín, 2013

### Česko

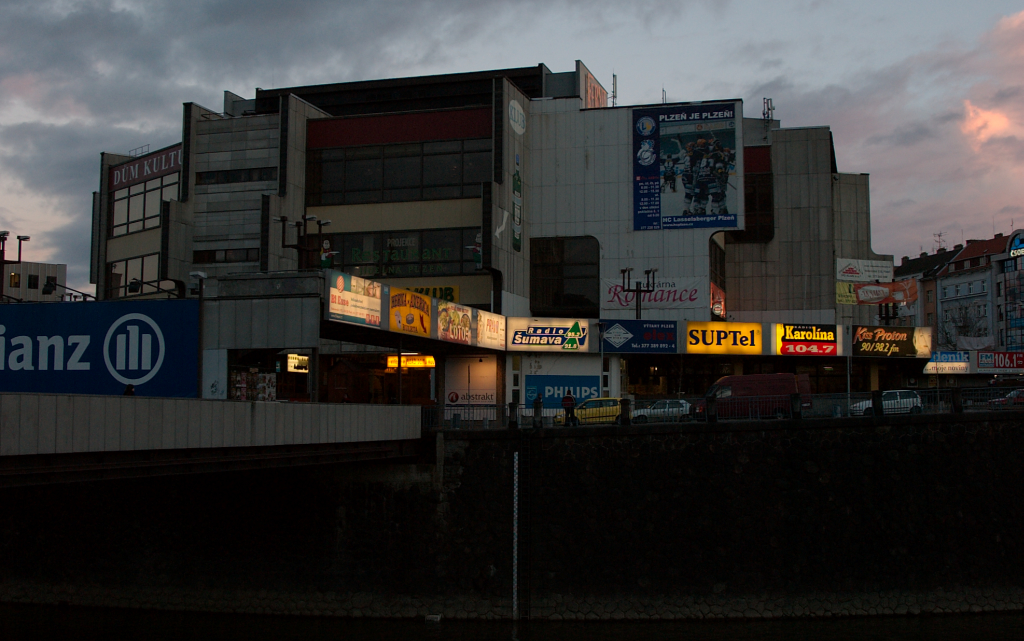
Dům kultury Inwest v Plzni s různorodými prosvícenými reklamními cedulemi

V českých městech je doložena první regulace reklamy pražskou vyhláškou v roce 1906.
V průběhu posledních let vznikla řada snah o regulaci všech projevů vizuálního smogu, jedním z prvních je například zákaz outdoor reklamy v centru Brna z roku 2007. Hlavním problémem regulací je schopnost samosprávy nařízení nebo vyhlášky efektivně vymáhat. Často tento proces bývá nedomyšlený a proto nefunkční. Zásadní je také doba uvádění do praxe, protože vypovědění nájemních smluv v rámci outdoor reklam trvá často i několik let a zavedené opatření není v terénu přímo viditelné po dlouhou dobu.
Jednou z velkých regulací poslední doby na celo státní úrovni byl zákaz billboardů kolem dálnic a silnic první třídy, šlo o zhruba 3 000 nosičů. K realizaci zákazu došlo po pětiletém přechodném období, provozovatelé reklam se i po tomto období postavili k uvedení regulace v provoz negativně s tím, že měli podepsané smlouvy na delší dobu. Podle rozhodnutí ústavních soudců lze ale omezení billboardů zdůvodnit mimo jiné veřejným zájmem na bezpečnosti provozu.
V březnu 2020 Vrchní soud v Praze rozhodl ve prospěch architekta domu u Nuselského mostu. Architekt jako autor zažaloval majitele domu za poškozování svého díla reklamou.
Od roku 2019 funguje na Facebooku komunita Přidej se a strhni to, která má k srpnu 2021 téměř čtyři tisíce fanoušků. Stránka se snaží lidem ukázat, jak bojovat proti ilegální reklamě i ukazuje příklady odstraňování jednotlivých billboardů, plakátů a dalších reklamních ploch. Publikuje také návody, jak podnět na odstranění reklamní plochy poslat například na místní úřad.

#### Znojmo
Jedno z prvních měst, které převedlo regulaci reklamy v historickém centru do praxe, je Znojmo. Znojemští zastupitelé schválili nové pokyny ohledně reklamy od začátku roku 2013. O zavádění do praxe se poté starala městská architektka Ing. arch. Iveta Ludvíková, která ale podle vlastního vyjádření postupovala spíš strategickým osobním vyjednáváním s každým dotčeným provozovatelem reklamy. Omezení reklamy v centru a jeho benefity odborně okomentoval architekt Adam Gebrian ve svém pořadu Gebrian versus. Památkáři považují Znojmo za dobrý příklad toho, jak by se města s reklamou měla vypořádat.

#### Uherské Hradiště
Město vydalo nařízení o regulaci outdoor reklamy v roce 2015. Další posun vznikl vydáním Manuálu umisťování reklamních a informačních zařízení.

#### Brno
Radnice Brna-střed v roce 2015 zareagovala na výzvu a diplomovou práci designérky Veroniky Rút Fullerové a odstartovala snahu o komplexní zlepšení veřejného prostoru. Schůzky v rámci projektu koordinoval někdejší radní Svatopluk Bartík, mezi zapojené aktéry patřili Ivana Petrová (roz. Kincová) jako právní podpora projektu, zástupci stavebního úřadu, Národního památkového ústavu, Odboru památkové péče Magistrátu města Brna, Kanceláře architekta města a Veronika Rút Fullerová jako externí designérka.
Na začátku projektu proběhla investice do pravidelného čištění hlavního nádraží. Došlo také k odstraňování tzv. horizontů ze sloupů veřejného osvětlení, odstraňování ilegální inzerce a ilegálních prodejních stánků trhovců.
Stavební úřad si nechal vytvořit aplikaci, která mapovala veškeré kolmé výstrče na území městské památkové rezervace a následně si vyžádala od všech majitelů doložení povolení k nosičům. Pokud nosiče neměly platné povolení stavebního úřadu, musely být odinstalovány a nové musely projít řádným procesem schvalování přes Národní památkový ústav a Odbor památkové péče.
V roce 2017 také vedení města zahájilo jednání s vlastníkem hlavního autobusového nádraží Zvonařka o rekonstrukci, potírání vizuálního smogu a zlepšení vizuální kultury prostředí nádraží. Rekonstrukce byla odstartována na konci roku 2019 a dokončena byla v roce 2021.
Na jaře 2017 vytvořil Odbor památkové péče spolu s někdejším starostou městské části Brna-střed Martinem Landou Metodiku pro restaurační zahrádky. Na základě negativního ohlasu u provozovatelů zahrádek město rozhodlo, že první ročník regulace bude nepovinný a ti, kteří metodiku dodrží v plném rozsahu, budou mít pronájem zahrádky se slevou. Většina provozovatelů kvůli tomu přistoupila na metodiku už první rok. Následující rok už byla metodika povinná.
Rada městské části Brno-střed schválila v roce 2018 Manuál dobré praxe reklamy a označování provozoven v městské části Brno-střed. Jde o první publikaci svého druhu, protože obsahuje platné předpisy ohledně reklam spolu s instrukcemi pro občany ohledně vyřízení povolení u všech dotčených subjektů samosprávy a zároveň ilustruje pozitivní příklady ohledně tvorby reklam. Hlavní autorkou je Veronika Rút Fullerová, která Manuál vypracovala spolu s týmem odborníků a úředníků samosprávy. Jde tak zároveň o spolupráci samosprávy a kreativního průmyslu. Dokument popisuje platnou legislativu napříč subjekty samosprávy, nejde o nové nařízení, ani vyhlášku. Manuál také popisuje metodiku Odboru památkové péče, která je klíčovým subjektem v procesu schvalování reklam. Pravidla se týkají především domů v oblasti Městské památkové rezervace a jde především o nově vzniklé provozovny nebo ty, které neměly povolení. Manuál se setkal s kladným ohlasem u odborné i laické veřejnosti a získal ocenění Akademie designu České republiky Czech Grand Design 2018.

#### Praha

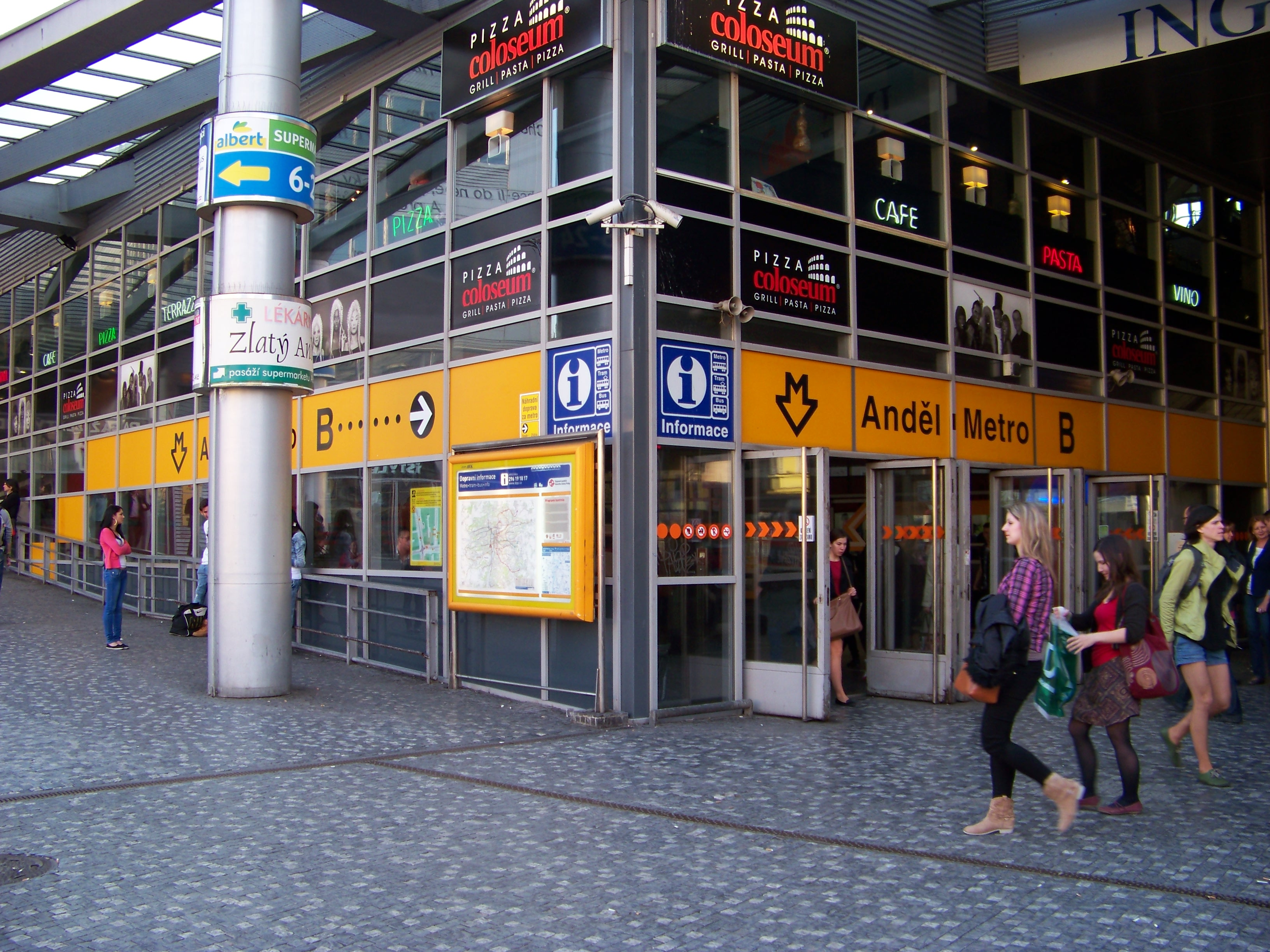
Reklamní smog na fasádě vstupu do stanice metra Anděl

Odbor památkové péče Magistrátu hlavního města Prahy vydal v roce 2013 příručku ohledně práce s reklamou v městské památkové rezervaci. Vydání bylo v roce 2018 aktualizováno.
Město schválilo omezení tzv. horizontů na sloupech veřejného osvětlení, které začalo platit začátkem roku 2018. Koncem roku 2019 se objevila snaha vytvořit pravidla pro reklamu v městské památkové rezervaci. Od začátku roku 2020 vedení Prahy doporučilo, aby městská firma TSK vypověděla smlouvy, na jejichž základě byly reklamy umístěné na mostech či na navigačních sloupcích.
V červnu 2020 byl vydán Manuál pro kultivovanou Prahu. Vznikl pod vedením Kristýny Drápalové v týmu radní pro kultury Hany Třeštíkové. Grafickou úpravu vytvořila Anastasia Vrublevská. Manuál slouží k posuzování reklam na provozovnách, netýká se venkovní reklamy. U příležitosti křtu publikace v CAMPu proběhla diskuze s několika odborníky na problematiku. Jako inspirační část projektu byl založen oficiální Instagramový profil.
Koncem roku 2020 město vydalo novelu nařízení z roku 2005, kterým výrazně omezí outdoorovou reklamu ve veřejných prostranstvích na území širšího centra města. Vyhláška má být účinná od 1. října 2021. Rozšíří se tím zákaz reklamních plachet na fasádách z městské památkové rezervace na její ochranné pásmo (např. čtvrtě Vinohrady, Letná, Dejvice, či Smíchov). Schválená vyhláška bude mít tři stupně přísnosti. Nejpřísnější pravidla platí na území městské památkové rezervace, tam se oproti současnému stavu téměř nic nezmění. Do druhého pásma budou spadat památkové zóny, kde bude platit méně přísná varianta, zakazující šíření reklamních plachet a bannerů, reklamy dodatečně umístěné na dopravních prostředcích a pod. Ve třetím pásmu, na území ochranného pásma městské památkové rezervace, budou zakázány reklamní plachty a reklamy na dopravních prostředcích. Vyhláška je koncipovaná tak, aby se nevztahovala na reklamu na provozovnách, tedy na reklamu v místě, kde přímo upoutává na probíhající službu nebo prodej. Proti nařízení vznikla nová Asociace plakátování nízkorozpočtové reklamy, která tvrdí, že je pro ně novela likvidační, zabývá se jen jedním typem nosičů a zvýhodňuje větší podnikatele v oboru.
Technická správa komunikací (TSK) měla záměr odstranit 1 800 reklamních, informačních a směrových tabulí pro motoristy. Proti tomu se postavily firmy, které směrovky legálně spravují s tím, že by majitelé provozoven řešili směrovky na vlastní pěst a situace by se ještě víc zhoršila. Firmy poté na základě vlastní práce v terénu připravily pro TSK podklady jako například fotodokumentaci pro převedení nelegálních směrovek do legálního systému.
Začátkem roku 2021 se město dohodlo se společností JCDecaux ohledně postupného odstraňování samostatně stojících reklamních nosičů. Dosavadní smlouvu označilo město jako nevýhodnou a odmítlo ji prodloužit.

#### Ostrava
Město vydalo obdobu brněnského Manuálu spolu s nařízením o zákazu outdoor reklamy na veřejně přístupných místech. Město zároveň připravuje komunikační kampaň s názvem OSTRAVA 360°.

#### Plzeň
V roce 2016 radnice ohlásila plán na redukci počtu billboardů ve městě V srpnu 2020 Útvar koncepce a rozvoje města Plzně představil městské Manuály pro reklamu a další kroky v boji proti vizuálnímu smogu.

#### Olomouc
Útvar hlavního architekta města vydal v únoru roku 2021 nové metodické pokyny pro označování provozoven v městské památkové rezervaci a jejím ochranném pásmu. V rámci dokumentu je v některých kapitolách obecně zmíněna i outdoorová reklama jako např. billboardy nebo plakátovací plochy. Dokument vznikl ve spolupráci s orgány památkové péče a odborem strategie a řízení. Motivací mají být pro podnikatele dotace, které mají být k dispozici od roku 2022.

#### Další města
Mezi další města, která se regulaci vizuálního smogu věnují z pozice samosprávy, je například Rožnov pod Radhoštěm, Kolín, Žďár nad Sázavou, Slavkov u Brna, Česká lípa, Břeclav, Frýdek-Místek, Karlovy Vary a další.